# Oleg Kononov
Oleg Georgievič Kononov (in bielorusso Алег Георгіевіч Конанаў?, in russo Олег Георгиевич Кононов?; Kursk, 23 marzo 1966) è un allenatore di calcio ed ex calciatore bielorusso con cittadinanza russa, fino al 1991 sovietico, di ruolo centrocampista, tecnico del Torpedo Mosca.

## Caratteristiche tecniche
Giocava nel ruolo di centrocampista.

## Carriera

### Calciatore
in epoca sovietica ha vestito la maglia dell'Iskra Smolensk in Russia e poi di vari club bielorussi, oltre a quella dello Zorja (Ucraina).
Dopo la dissoluzione dell'Unione Sovietica, con il Vicebsk ha ottenuto il secondo posto nella massima serie bielorussa nel 1992-1993. Ha giocato anche con il Ljakamatyŭ Vicebsk, Naftan e Tarpeda Minsk, sempre in Bielorussia, oltre che una breve parentesi in Polonia con il Ruch Chorzów.

### Allenatore
Da allenatore ha iniziato nel 2001 come vice alla Tarpeda Minsk. Come allenatore in seconda dei moldavi dello Sheriff Tiraspol ha ottenuto i maggiori successi, aggiudicandosi il massimo campionato moldavo per tre volte consecutive dal 2005 al 2007, oltre alla Coppa di Moldavia nel 2006 e alla Supercoppa di Moldavia nel 2005.
Spostatosi in Ucraina, ha condotto il Karpaty (al primo incarico da allenatore in prima) al nono posto nella massima serie nazionale nel 2008-2009 e al quinto posto e ai quarti di finale di Coppa d'Ucraina l'annata successiva. Nel 2010-2011 il Karpaty riuscì a eliminare il Galatasaray nei turni preliminari di Europa League, accedendo alla fase a gironi, chiuse all'ultimo posto nel raggruppamento di appartenenza. Nel 2012-2013 guidò il Sevastopol'.
Nel 2013-2014 passò al Krasnodar, nella massima divisione russa, e guidò i suoi alla prima storica qualificazione europea, ottenendo un posto in Europa League, dove la squadra superò i preliminari, accedendo alla fase a gironi.  Nel 2014-2015 raggiunse a metà stagione il secondo posto in campionato. Lasciò l'incarico il 13 settembre 2016.
Nel giugno 2018 si accordò con l'Arsenal Tula, che lasciò il 12 novembre, dopo un ottimo avvio di stagione, per assumere la guida dello Spartak Mosca. Condotti i moscoviti al quinto posto, iniziò la stagione seguente subendo l'eliminazione agli spareggi di Europa League e con quattro sconfitte di fila in campionato, che portarono alle sue dimissioni, rassegnate alla fine di settembre 2019.

## Palmarès

### Allenatore

#### Competizioni nazionali
- Campionato lettone: 1

Riga FC: 2020